# Секта Сьотоку

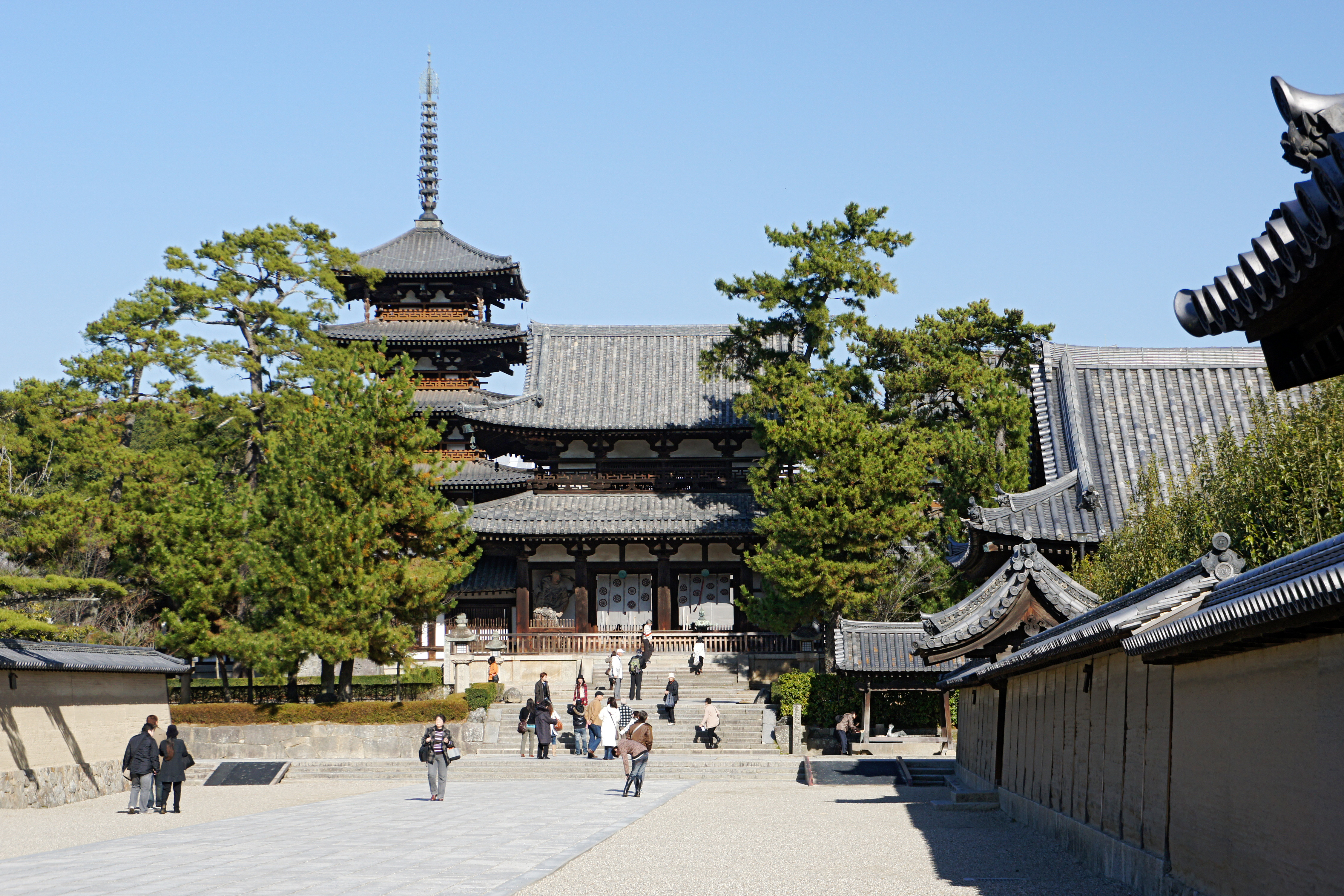
Монастир Хорю.

Се́кта Шьото́ку　(яп. 聖徳宗, しょうとくしゅう, МФА: [ɕoːtoku ɕuː]) — буддистська секта в Японії. Відгалуження йогачари. Відокремилася від секти Хоссо 1950 року. Зареєстрована 1952 року. Названа на честь легендарного діяча старовини — принца Шьотоку. Головний осередок секти — монастир Хорю в містечку Ікаруґа. Володіє 29 монастирями по всій Японії. Нараховує декілька тисяч послідовників.

## Монастирі
- Монастир Хоккі
- Монастир Хорю